# Pianeta di carbonio

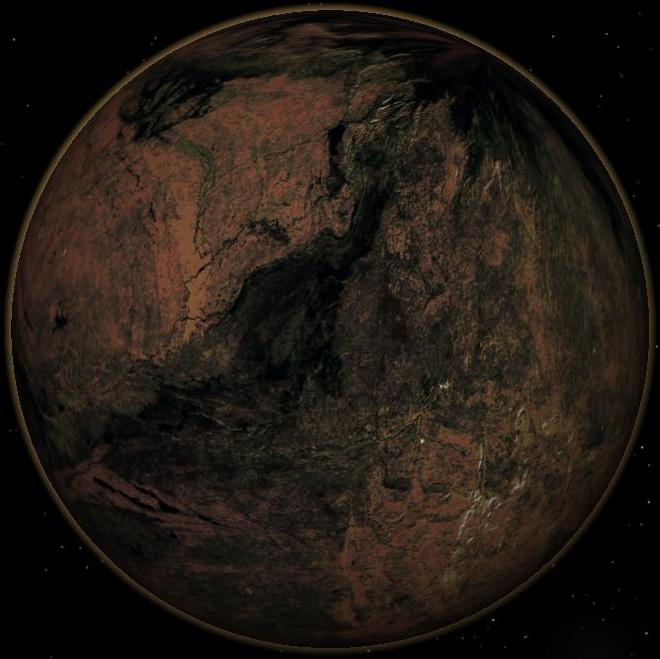
Rappresentazione artistica di un pianeta di carbonio. Il colore scuro e rossastro della superficie è dovuto a depositi di idrocarburi.

Con pianeta di carbonio (o pianeta di diamanti o pianeta di carburi) si indica il prototipo teorico di un tipo di pianeti terrestri.

## Descrizione
L'astrofisico statunitense Marc Kuchner ha ipotizzato che in un disco protoplanetario ricco di carbonio o povero di ossigeno, gli elementi presenti potrebbero organizzarsi in carburi e altri composti del carbonio, invece che in silicati, come è accaduto nel Sistema solare. Nelle zone più interne di un tale sistema planetario - corrispondenti a quelle del Sistema solare interno in cui si sono formati Mercurio, Venere, la Terra e Marte - si formerebbero dei pianeti con una struttura interna differenziata in un nucleo ferroso, circondato da un mantello interno di carburi e un mantello esterno di grafite, sovrastato a sua volta da una sottile crosta e, in alcuni casi, da un'atmosfera secondaria, ricca di composti del carbonio. Se nel mantello esterno fossero raggiunte opportune condizioni di pressione, alcuni strati di grafite - spessi anche alcuni chilometri - potrebbero cristallizzare in diamanti.

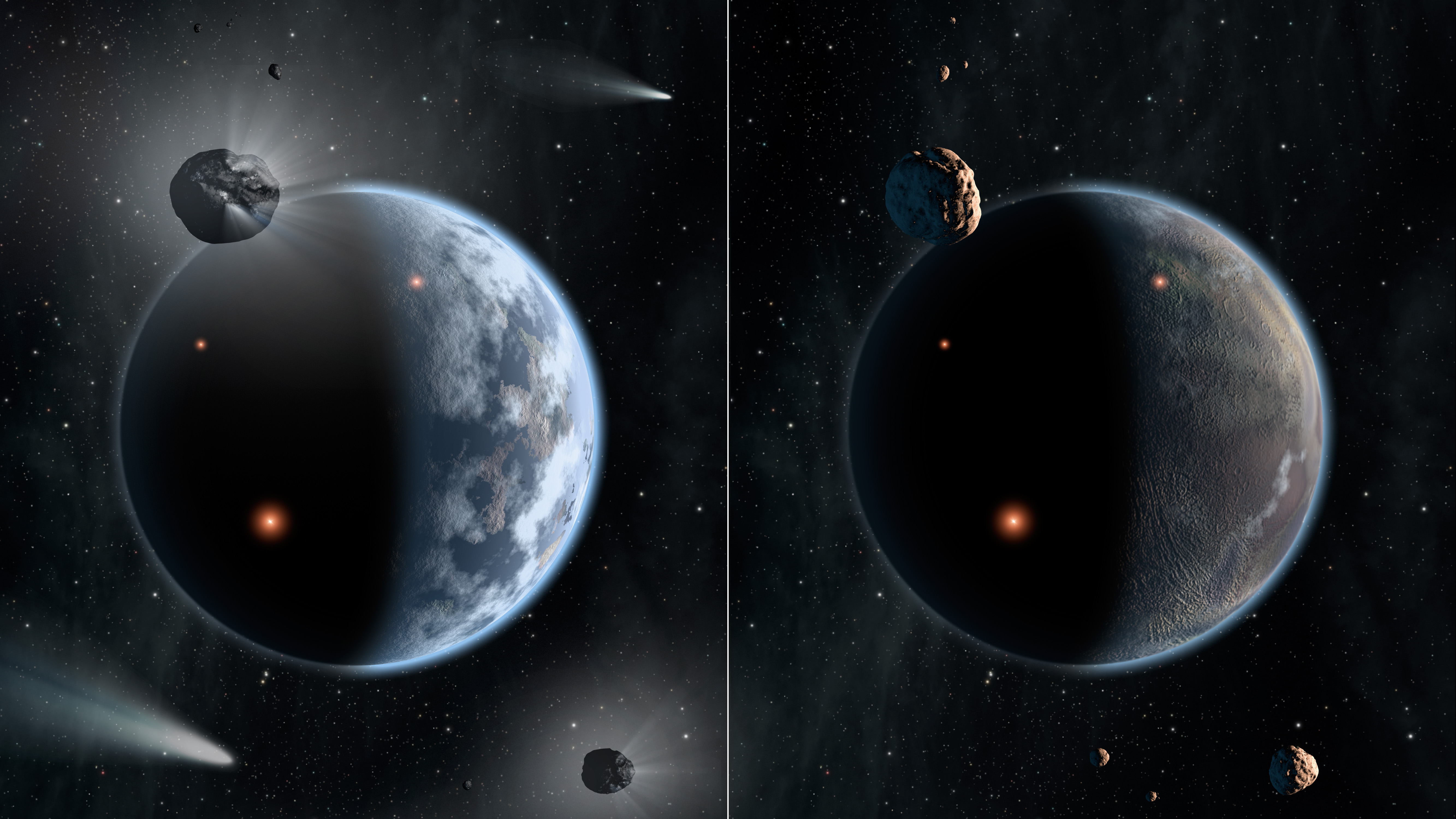
Confronto tra un ipotetico pianeta simile alla Terra (a sinistra) e un ipotetico pianeta di carbonio (a destra) di analoghe dimensioni.

Per struttura, massa e modalità di formazione, questi pianeti dovrebbero essere classificati tra i pianeti terrestri, sebbene se ne differenzino per composizione, densità e probabilmente per altre caratteristiche ancora incognite. Distinguerli da un pianeta come la Terra potrebbe essere ad ogni modo difficile. Teoricamente un pianeta di carbonio dovrebbe essere meno denso di un pianeta di silicio (come la Terra). La superficie, ricca di idrocarburi avrebbe un colore scuro o rossastro. Inoltre, anche la composizione di un'eventuale atmosfera ne potrebbe permettere il riconoscimento. Kuchner prevede che un pianeta di carbonio caratterizzato dalle temperature della Terra, avrebbe un'atmosfera ricca di monossido di carbonio (CO) e relativamente povera di ossigeno (O2, O3) e dei composti ricchi di ossigeno, come l'anidride carbonica (CO2), mentre l'atmosfera di un pianeta più freddo sarebbe dominata dal metano (CH4).

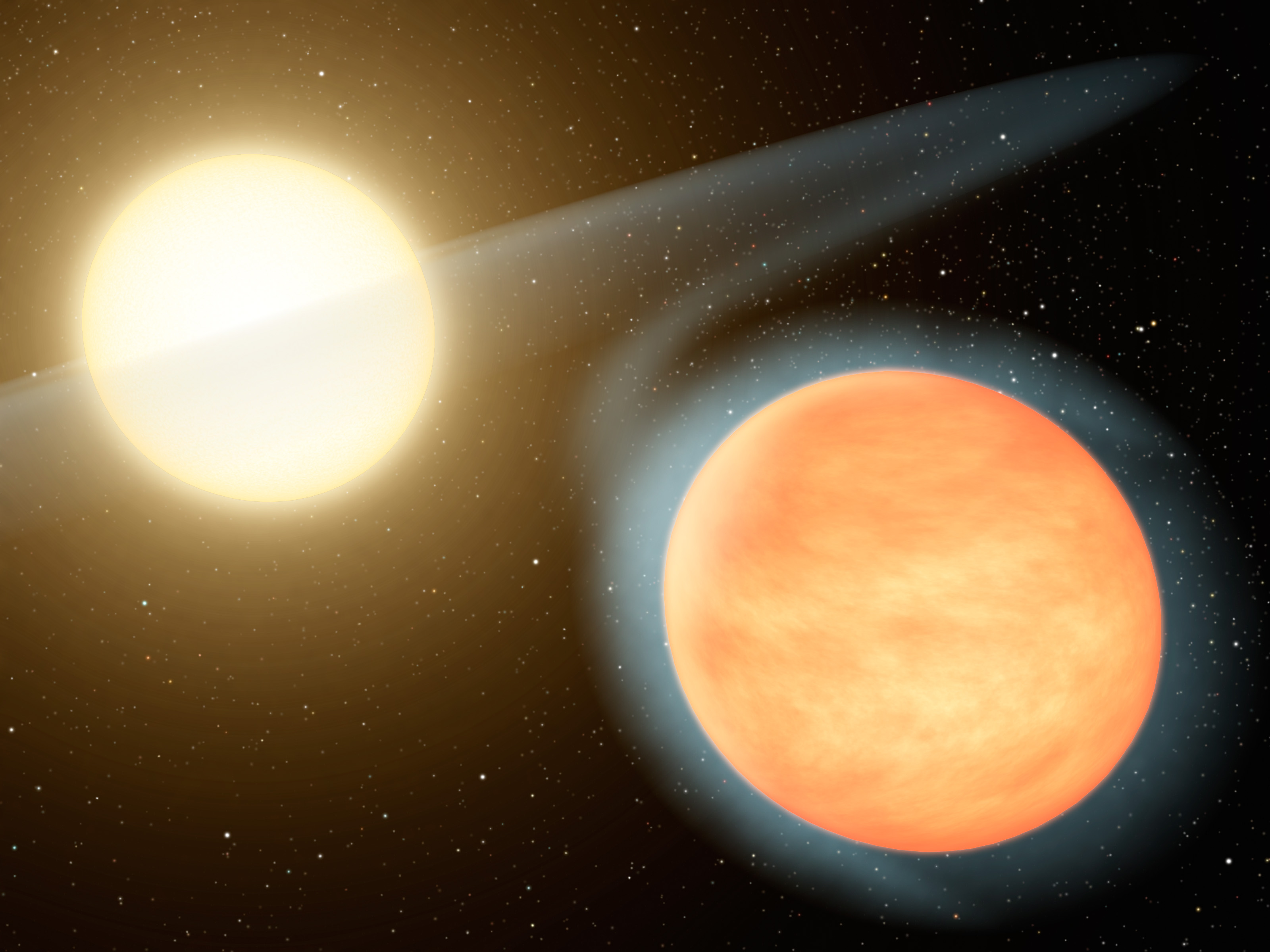
Rappresentazione artistica di WASP-12b, un gigante gassoso caldo ricco di carbonio (NASA)

Inoltre, in un sistema in cui fossero presenti pianeti terrestri di carbonio, anche i giganti gassosi più esterni manifesterebbero una predominanza di tale elemento. L'individuazione di pianeti delle dimensioni di Nettuno con spettri dominati dalle righe del monossido di carbonio (CO) condurrebbe ad una più semplice individuazione anche di pianeti di carbonio delle dimensioni della Terra.

## Candidati
Nel Sistema solare solo alcuni asteroidi, le condriti carbonacee, sono caratterizzati da una composizione che li accomuna ai pianeti di carbonio.
Alcuni pianeti di carbonio potrebbero orbitare attorno alla pulsar PSR 1257+12, perché formatisi dal materiale ricco di carbonio liberato nello spazio dall'esplosione della stella madre in supernova. Anche le regioni più interne della Galassia potrebbero ospitare dei pianeti di carbonio; in accordo con i modelli di formazione stellare, infatti, il rapporto tra l'abbondanza del carbonio e quella dell'ossigeno (C/O) aumenta con la metallicità e dirigendosi verso il centro galattico.

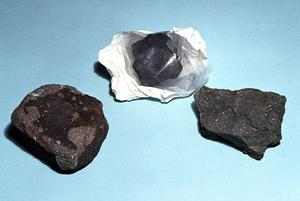
Immagine di condriti carbonacee.

Un elevato quantitativo di carbonio è stato individuato nel disco planetario attorno alla stella β Pictoris. Alcuni studiosi hanno proposto che il carbonio sia stato liberato dalla collisione tra comete o asteroidi in orbita attorno alla stella. Se questa ipotesi fosse corretta, essi conterrebbero, ad ogni modo, un quantitativo di carbonio molto superiore rispetto agli asteroidi o alle comete del Sistema solare e ciò potrebbe condurre in futuro alla formazione di pianeti di carbonio. In alternativa, il disco planetario attorno a β Pictoris starebbe attraversando soltanto una fase temporanea, ancora incognita, del processo di formazione di un sistema planetario, che si concluderebbe con la formazione di pianeti, asteroidi e comete ricchi di silicati, come nel Sistema solare.
Infine, misure ottenute col telescopio spaziale Spitzer del pianeta WASP-12b sono state interpretate con un rapporto del quantitativo di carbonio rispetto all'ossigeno superiore ad uno. L'ipotesi è senz'altro interessante, ma i dati in questione non sono sufficienti a confermarla.
Un altro oggetto interessante scoperto nel 2011, attraverso il telescopio spaziale Kepler, è un resto di nana bianca, denominato PSR J1719-1438 b, i cui strati più esterni sono strati strappati via dalla azione della pulsar PSR J1719-1438, cui l'oggetto ruota attorno in due ore e dieci minuti, ad una distanza media di 600.000 km (pari ad una volta e mezza quella tra la Luna e la Terra). Per l'oggetto è stata stimata una massa di 13 masse gioviane, un diametro di circa 689.000 km ed una densità di 23×103 kg/m³ (pari circa al doppio di quella del piombo); questi dati sono compatibili con l'esistenza di strati di carbonio in forma cristallina.

## Fantascienza
La stampa generalista, nel divulgare notizie relative a questa categoria di pianeti, ha spesso posto attenzione alla loro caratteristica che più attira l'immaginazione: il possibile strato di diamante. Caratteristica che aveva trovato già la sua fortuna anche nella letteratura di fantascienza. In 2010: Odissea due (1982), ad esempio, Arthur C. Clarke richiama degli studi scientifici che ipotizzano l'esistenza di nuclei di diamante all'interno dei pianeti giganti del nostro Sistema solare.